# Gare d'Erquelinnes-Village
Ne doit pas être confondu avec Gare d'Erquelinnes.
La gare d'Erquelinnes-Village est une gare ferroviaire belge de la ligne 130A, de Charleroi à Erquelinnes (frontière), située sur le territoire de la commune d'Erquelinnes dans la province de Hainaut en région wallonne.
Elle est mise en service vers 1886 par la Compagnie du Nord - Belge. C'est une halte voyageurs de la Société nationale des chemins de fer belges (SNCB) desservie par des trains du réseau suburbain de Charleroi (trains S).

## Situation ferroviaire
Établie à 128 m d'altitude, la gare d'Erquelinnes-Village est située au point kilométrique (PK) 27,60 de la ligne 130A, de Charleroi à Erquelinnes (frontière), entre les gares de Solre-sur-Sambre et d'Erquelinnes.

## Histoire
La station d'Erquelinnes-Village, est mise en service vers 1886 par la Compagnie du Nord - Belge.

## Service des voyageurs

### Accueil
Halte SNCB, c'est un point d'arrêt non géré (PANG) à accès libre. Elle comporte deux quais avec abris.
Un souterrain permet la traversée des voies et le passage d'un quai à l'autre.

### Desserte
Erquelinnes-Village est desservie par des trains Suburbains (S) de la SNCB, qui effectuent des missions sur la ligne 130A Charleroi - Erquelinnes en tant que ligne S63 du RER de Charleroi (voir brochure SNCB de la ligne 130A).
En semaine, la desserte cadencée à l'heure est constituée de trains S63 reliant Charleroi-Central à Erquelinnes ; une partie continuant ensuite vers Maubeuge. Ils sont renforcés par trois trains P ou S63 supplémentaires d’Erquelinnes à Charleroi-Sud (deux le matin, un l’après-midi) et trois trains S63 supplémentaires de Charleroi-Sud à Erquelinnes (un le matin, deux l’après-midi).
Les week-ends et jours fériés, la desserte est uniquement constituée de trains S63 circulant toutes les deux heures entre Charleroi-Central et Maubeuge.
Les week-ends et jours fériés, Erquelinnes-Village est uniquement desservie toutes les deux heures par des trains S63 entre Charleroi-Sud et Erquelinnes.

### Intermodalité
Le stationnement des véhicules est possible.

## Comptage voyageurs
Le graphique et le tableau montrent le nombre de passagers qui en moyenne embarquent durant la semaine, le samedi et le dimanche.
| Nombre de voyageurs qui embarquent à la gare d'Erquelinnes-Village | Nombre de voyageurs qui embarquent à la gare d'Erquelinnes-Village | Nombre de voyageurs qui embarquent à la gare d'Erquelinnes-Village | Nombre de voyageurs qui embarquent à la gare d'Erquelinnes-Village |
|                                                                    | Semaine                                                            | Samedi                                                             | Dimanche                                                           |
| ------------------------------------------------------------------ | ------------------------------------------------------------------ | ------------------------------------------------------------------ | ------------------------------------------------------------------ |
| 1977                                                               | 141                                                                | 45                                                                 | 47                                                                 |
| 1978                                                               | 114                                                                | 33                                                                 | 21                                                                 |
| 1979                                                               | 108                                                                | 41                                                                 | 18                                                                 |
| 1980                                                               | 85                                                                 | 30                                                                 | 31                                                                 |
| 1981                                                               | 183                                                                | 49                                                                 | 53                                                                 |
| 1982                                                               | 133                                                                | 42                                                                 | 22                                                                 |
| 1983                                                               | 117                                                                | 19                                                                 | 10                                                                 |
| 1984                                                               | 88                                                                 | 25                                                                 | 14                                                                 |
| 1985                                                               | 103                                                                | 27                                                                 | 43                                                                 |
| 1986                                                               | 84                                                                 | 33                                                                 | 22                                                                 |
| 1987                                                               | 82                                                                 | 29                                                                 | 19                                                                 |
| 1988                                                               | 90                                                                 | 29                                                                 | 29                                                                 |
| 1989                                                               | 98                                                                 | 25                                                                 | 30                                                                 |
| 1990                                                               | 93                                                                 | 26                                                                 | 24                                                                 |
| 1991                                                               | 91                                                                 | 27                                                                 | 29                                                                 |
| 1992                                                               | 81                                                                 | 29                                                                 | 25                                                                 |
| 1993                                                               | 86                                                                 | 8                                                                  | 21                                                                 |
| 1994                                                               | 89                                                                 | 26                                                                 | 15                                                                 |
| 1995                                                               | 65                                                                 | 18                                                                 | 25                                                                 |
| 1996                                                               | 88                                                                 | 15                                                                 | 20                                                                 |
| 1997                                                               | 92                                                                 | 31                                                                 | 24                                                                 |
| 1998                                                               | 85                                                                 | 25                                                                 | 11                                                                 |
| 1999                                                               | 77                                                                 | 15                                                                 | 12                                                                 |
| 2000                                                               | 94                                                                 | 18                                                                 | 18                                                                 |
| 2001                                                               | 73                                                                 | 14                                                                 | 9                                                                  |
| 2002                                                               | 62                                                                 | 20                                                                 | 16                                                                 |
| 2003                                                               | 57                                                                 | 24                                                                 | 10                                                                 |
| 2004                                                               | 71                                                                 | 18                                                                 | 15                                                                 |
| 2005                                                               | 79                                                                 | 26                                                                 | 20                                                                 |
| 2006                                                               | 73                                                                 | 27                                                                 | 12                                                                 |
| 2007                                                               | 58                                                                 | 18                                                                 | 8                                                                  |
| 2008                                                               | -                                                                  | -                                                                  | -                                                                  |
| 2009                                                               | 73                                                                 | 12                                                                 | 20                                                                 |
| 2010                                                               | -                                                                  | -                                                                  | -                                                                  |
| 2011                                                               | -                                                                  | -                                                                  | -                                                                  |
| 2012                                                               | 67                                                                 | 22                                                                 | 14                                                                 |
| 2013                                                               | 63                                                                 | 16                                                                 | 16                                                                 |
| 2014                                                               | 62                                                                 | 20                                                                 | 11                                                                 |
| 2015                                                               | 58                                                                 | 12                                                                 | 22                                                                 |
| 2016                                                               | 53                                                                 | 19                                                                 | 23                                                                 |
| 2017                                                               | 41                                                                 | 39                                                                 | 18                                                                 |
| 2018                                                               | 44                                                                 | 21                                                                 | 12                                                                 |
| 2019                                                               | 42                                                                 | 11                                                                 | 9                                                                  |
| 2020                                                               | 36                                                                 | 27                                                                 | 19                                                                 |
| 2021                                                               | -                                                                  | -                                                                  | -                                                                  |
| 2022                                                               | 46                                                                 | 32                                                                 | 18                                                                 |
| 2023                                                               | 59                                                                 | 17                                                                 | 15                                                                 |
| 2024                                                               | 51                                                                 | 15                                                                 | 10                                                                 |